# Scafognathiet
Een scafognathiet is een bladvormige flap (exopodiet) bij Decapoda aan de zijkant van de tweede maxille die een respiratorische functie heeft. Door een krachtige, ritmische beweging in een smalle ruimte ontstaat een waterstroom door de kieuwkamer. Die waterstroom komt bij de poten naar binnen en gaat via de antennes naar buiten. Bij de helmkrab is dit vanwege de ingegraven levenswijze net andersom.
De pompende werking van de scafognathiet is positief gecorreleerd met de temperatuur en wordt door het ganglion oesophagicum gestuurd.
Op de scafognathiet bevinden zich setae waarbij het aantal verschilt per soort en stadium.